# Jan Broertjes
Jan Broertjes (Bobeldijk, 14 juni 1953) is een Nederlandse politicus voor de Volkspartij voor Vrijheid en Democratie (VVD).

## Levensloop
Broertjes werd geboren als zoon van een veehouder. Hij deed de mulo en moest al vroeg het bedrijf van zijn vader overnemen. Hij trouwde met Gerda Wurkum, tezamen kregen ze drie kinderen.
Begin jaren 80 verhuisde hij met zijn gezin en bedrijf naar Zeewolde. Al gauw nadat Zeewolde in 1984 een gemeente was geworden, werd hij er gemeenteraadslid namens de VVD. In 1988 werd hij wethouder. Na veertien jaar wethouderschap, waarbij hij bijna alle portefeuilles wel een keer onder zijn hoede had gehad, werd hij in 2002 benoemd tot burgemeester van het Vlagtwedde. Bij zijn afscheid kreeg hij de erepenning van de gemeente Zeewolde. Van de Groningse gemeente was hij burgemeester tot 2008.

### Burgemeesterschap Midden-Drenthe
Eind 2008 werd bekendgemaakt dat Broertjes Reinier ter Avest zou opvolgen als burgemeester van de gemeente Midden-Drenthe. De benoeming vond op 7 januari 2009 plaats.
Tijdens zijn ambtstermijn kwam Broertjes in opspraak vanwege een controversiële beslissing rondom een bijstandsmoeder. Hij beloofde haar een levenslange uitkering zonder re-integratieverplichting, op voorwaarde dat zij juridische procedures tegen de gemeente zou intrekken en de publiciteit zou vermijden. Dit leidde tot een onderzoek door bureau Necker van Naem in opdracht van de gemeenteraad, waarin geschreven stond dat Broertjes zou hebben gejokt en, ingegeven door de gemeentelijke bestuurscultuur, willekeurig zou hebben gehandeld. Ook constateerden de onderzoekers een gebrek aan duidelijk beleid binnen het gemeentelijke bijstands- en re-integratiebeleid.
De kwestie leidde bij een raadsmeerderheid tot vraagtekens omtrent zijn integriteit en geloofwaardigheid. In reactie hierop besloot hij zijn herbenoeming te weigeren. Hij stapte 31 oktober 2014 per direct op vanwege kritiek op zijn rol in een kwestie met de sociale dienst, om tot het officiële einde van zijn termijn in januari 2015 met verlof te gaan.

### Latere werkzaamheden
Vanaf september 2017 was Broertjes voorzitter van Lokaal Netwerk VVD Centraal Drenthe. In mei 2018 stapte hij op als voorzitter, vanwege "dictatoriaal optreden rond de gemeenteraadsverkiezingen bij de VVD Midden-Drenthe". Tussen circa 2014 en 2024 was hij voorzitter van de Stichting Drentse Fiets4Daagse. Hij is ook actief (geweest) als voorzitter van de BVC Drentse Aa en voorzitter van de Raad van toezicht van Nidos.